# Happy of the End
Happy of the End (ハッピー・オブ・ジ・エンド, Happī Obu Ji Endo) est une trilogie yaoi écrite et dessinée par Ōgeretsu Tanaka. Elle aborde notamment la prostitution, la toxicomanie, la précarité, la dépression et la dépendance affective.

## Résumé
Abandonné par sa famille et son ex, jeté à la rue, affamé et désabusé, Chihiro accoste un inconnu dans un bar. Leur rencontre finit à l'hôtel. A son réveil, le jeune vagabond est roué de coups et se réveille dans les ordures.
Son agresseur, Keito, n'est autre que son rendez-vous de la veille ! Mais il y a méprise et Keito comprend qu'il a passé à tabac la mauvaise personne. Alors qu'il s'apprête à disparaître de la vie de Chihiro aussi brutalement qu'il y est entré, ce dernier refuse de le quitter.
A la surprise de Keito, Chihiro préfère rester en sa compagnie plutôt que de se tourner vers quelqu'un d'autre - il n'a en réalité personne sur qui compter. Keito consent finalement à laisser Chihiro emménager avec lui.
Bon gré mal gré, une cohabitation étrange s'instaure entre dépendance affective, relation abusive et sexualité débridée. Contre toute attente, Chihiro et Keito, en dépit de leurs traumatismes, parviennent à sympathiser et se confier. Ils partagent en réalité de nombreux points communs, dont une lassitude de la vie, une relation conflictuelle avec leur famille et un passage forcé par la prostitution. Lentement, le tandem improbable devient un couple.
Mais, alors qu'ils tâtonnent pour trouver un équilibre, le passé de Keito refait surface...

## Personnages

### Personnages principaux
- Chihiro Kashiwagi (柏木千紘, Kashiwagi Chihiro) : rejeté par son entourage en raison de son homosexualité, Chihiro est devenu gigolo pour survivre. Durement éprouvé par sa rupture avec son ex-petit ami, lequel a finalement épousé une femme, il végète d'un foyer à un autre, s'accrochant à qui veut bien de lui. Passionné par la photographie, il se révèle particulièrement désabusé et fataliste, avec une piètre image de lui-même. Passé le traumatisme de sa rencontre avec Keito, ce dernier va progressivement lui permettre d'opérer un changement drastique dans son existence. Il est représenté avec les cheveux colorés en blond, très grand, d'une minceur presque famélique et portant des vêtements streetwear.
- Keito (ケイト) / Haoren (浩然) / Hayato (ハヤト) : style sophistiqué, cheveux noirs soigneusement coupés et présentation impeccable, Keito est un homme mystérieux, cynique et implacable. Abandonné par sa mère, il a été contraint très jeune à la prostitution dans des clubs clandestins et glauques où les sévices corporels étaient monnaie courante - il œuvrait alors sous le nom de Hayato. Alors qu'un énième rendez-vous tarifé l'envoie à l’hôpital, il quitte le milieu et envoie son maquereau, Maya, en prison. Son corps reste marqué par de nombreuses blessures, raison pour laquelle il ne se déshabille jamais. Malgré des débuts violents et chaotiques avec Chihiro, il finira par sincèrement s'attacher au jeune homme et cherchera à lui offrir ce qu'il n'a jamais eu : une vie normale. Son vrai nom est Haoren, il est d'origine chinoise.
- Ryohei Kaji (加治亮平, Kaji Ryōhei) : figure louche, Kaji trempe dans de nombreuses affaires illégales. En partie responsable du parcours tragique de Keito pour l'avoir mis en contact avec Maya, il nourrit une profonde culpabilité à l'égard de ce dernier. Depuis, sans l'admettre, il veille sur Keito et s'est attaché à lui. Il peut avoir un côté brutal (voire homophobe) dans ses propos et se montrer extrêmement colérique, des accès de violences verbales qu'il regrette souvent par la suite. Un soir de beuverie, il finira par avouer à Chihiro ses remords quant au sort de Keito. Il fait office de frère aîné pour Keito comme pour Chihiro et s’avérera l'allié le plus fidèle du couple.
- Maya (マヤ) : homme violent, imprévisible et profondément instable, Maya s'estimé lié à Keito. A sa sortie de prison, il n'aura de cesse de le traquer. En s'en prenant à Chihiro, il franchira le point de non retour et poussera son ancien « protégé » au crime.

### Personnages secondaires
- Shunichi Maeda (前田駿一, Maeda Shun'ichi) : Shunichi est le camarade de lycée et l'ex-petit ami de Chihiro. Leur relation prend fin quatre ans plus tard, lorsque Shunichi décide d'épouser une femme et de sauver les apparences. Il pousse la cruauté jusqu'à inviter Chihiro à son mariage. Après quelques mois d'union, il retourne vers Chihiro avec l'idée d'en faire son amant mais le jeune homme réalise que son ex ne l'a jamais aimé et le rejette.
- Matsuki (マツキ) : vieux beau extravagant, Matsuki est un ancien client de Chihiro. Il l'a convié à vivre chez lui en tant qu'« animal de compagnie ». Il expulse Chihiro après avoir découvert que ce dernier fréquentait d'autres hommes. Il connaît Keito de longue date et était l'un de ses clients lorsque celui-ci se prostituait encore. Figure ambiguë, il participe néanmoins à protéger Keito et Chihiro de Maya.
- La mère de Keito : immigrée Chinoise, elle est tombée dans la toxicomanie et se prostitue. Ses addictions ont fini par définitivement lui faire perdre pieds et elle ne reconnaît plus son fils. Ce dernier s'efforce de la protéger malgré tout et veille sur elle, à distance.
- Le frère aîné de Chihiro : comme le reste de sa famille, il a renié Chihiro en raison de son homosexualité.

## Genèse
Le postulat de Happy of the End est venu à Ōgeretsu Tanaka alors qu'elle errait dans Shinjuku au petit matin. L'idée d'établir une intrigue dans cet arrondissement l'a aussitôt interpellée : les villes, maisons et paysages tiennent ainsi une place primordiale au sein de la trame, la mangaka ayant longuement réfléchi aux lieux où son tandem échouerait. En dépit de l'insécurité réputée du quartier, Tanaka a mis en place de longues promenades nocturnes pour s'immerger dans cet environnement.
Elle définit Chihiro comme « cool et dur », tout en étant esseulé et crédule. Elle voit en Keito une figure androgyne, belle, mystérieuse et obsessionnelle. Outre ses deux protagonistes, elle affirme avoir une préférence pour le personnage de Kaji qui, malgré son tempérament colérique, reste une figure fraternelle pour le duo Chihiro/Keito.

## Accueil

### Au Japon
La trilogie remporte le prix du meilleur scénario aux Chil-Chil BL Awards de 2022. Elle figure dans le top 5 des meilleures séries établi lors des Chil-Chil BL Awards de 2024, aux côtés notamment de Given et Therapy Game Restart.
En août 2024, la série s'est écoulée à 310 000 exemplaires au Japon.

### Liste des volumes
| /  | Edition japonaise (Takeshobo) | Edition japonaise (Takeshobo) | Edition française (Hana Collection) | Edition française (Hana Collection) |
| -- | ----------------------------- | ----------------------------- | ----------------------------------- | ----------------------------------- |
| N° | Date de sortie                | ISBN                          | Date de sortie                      | ISBN                                |
| 1  | 16 juin 2021                  | 9784801973404                 | 16 février 2022                     | 9782382761038                       |
| 2  | 15 avril 2022                 | 9784801976160                 | 4 avril 2024                        | 9782382762073                       |
| 3  | 17 octobre 2023               | 9784801981843                 | 25 septembre 2024                   | 9782382764770                       |

## Adaptation en série télévisée
L'intégralité du manga a été adaptée en drama courant 2024. Tomoyuki Furumaya officie à la fois au scénario et à la réalisation.

### Fiche technique
- Titre original : ハッピー・オブ・ジ・エンド
- Titre international : Happy of the End
- Réalisation : Tomoyuki Furumaya et Takahiro Komura
- Scénario : Tomoyuki Furumaya et Miako Tadan
- Musique : Kōji Endō
- Sociétés de production : NBCUniversal Entertainment Japan
- Sociétés de distribution : Fuji TV On Demand
- Pays de production :  Japon
- Langue originale : Japonais
- Genre : Yaoi, thriller psychologique, drame, romance
- Nombre de saison : 1
- Nombre d'épisodes : 8
- Durée : 24 mn
- Dates de première diffusion : 3 septembre 2024 au 24 septembre 2024

### Distribution
- Yurai Beppu : Chihiro Kashiwagi
- Rei Sawamura : Keito / Haoren / Hayato
- Yuki Kubota : Ryohei Kaji
- Yosuke Asari : Maya
- Kōya Matsudai : Shunichi Maeda
- Sō Yamanaka : Matsuki
- Miako Tadano : la mère de Keito
- Shu Watanabe : le frère de Chihiro

### Épisodes
| N° | Titre                                                                                   | Réalisation       | Scénario                         | Date de sortie originale                                                       |
| -- | --------------------------------------------------------------------------------------- | ----------------- | -------------------------------- | ------------------------------------------------------------------------------ |
| 1  | La vie est une boîte de chocolats (人生はチョコレートの箱, Jinsei wa Chokorēto no Hako) | Tomoyuki Furumaya | Tomoyuki Furumaya et Miako Tadan | 3 septembre 2024                                                               |
| 2  | Haoren (浩然～ハオレン～, Haoren)                                                       | Tomoyuki Furumaya | Tomoyuki Furumaya et Miako Tadan | 3 septembre 2024 (diffusion en ligne) 10 septembre 2024 (diffusion télévisée)  |
| 3  | Mon ex-petit-ami reprend contact (元カレからの連絡, Motokare kara no Renraku)           | Tomoyuki Furumaya | Tomoyuki Furumaya et Miako Tadan | 10 septembre 2024 (diffusion en ligne) 17 septembre 2024 (diffusion télévisée) |
| 4  | Souvenirs de l'époque où j'étais heureux (幸せだった記憶, Shiawase Datta Kioku)         | Tomoyuki Furumaya | Tomoyuki Furumaya et Miako Tadan | 10 septembre 2024 (diffusion en ligne) 24 septembre 2024 (diffusion télévisée) |
| 5  | Blâmez-moi pour tout (ぜんぶ、俺のせいでいい, Zenbu, Ore no Sei de ii)                  | Tomoyuki Furumaya | Tomoyuki Furumaya et Miako Tadan | 17 septembre 2024 (diffusion en ligne) 1er octobre 2024 (diffusion télévisée)  |
| 6  | Ces choses que je ne peux pas perdre (失えないもの, Ushinaenai Mono)                    | Takahiro Komura   | Tomoyuki Furumaya et Miako Tadan | 17 septembre 2024 (diffusion en ligne) 8 octobre 2024 (diffusion télévisée)    |
| 7  | Il est temps de régler ça (決着をつける時, Kecchaku o Tsukeru Toki)                     | Tomoyuki Furumaya | Tomoyuki Furumaya et Miako Tadan | 24 septembre 2024 (diffusion en ligne) 15 octobre 2024 (diffusion télévisée)   |
| 8  | Heureux à la fin (ハッピー・オブ・ジ・エンド, Happī Obu Ji Endo)                        | Tomoyuki Furumaya | Tomoyuki Furumaya et Miako Tadan | 24 septembre 2024 (diffusion en ligne) 22 octobre 2024 (diffusion télévisée)   |

### Support physique
La série bénéficie d'une sortie en Blu-ray et DVD le 25 décembre 2024, en édition simple ou collector.